# Мелешко, Василий Иванович
Василий Иванович Меле́шко (бел. Васіль Іванавіч Мялешка; 15 марта 1921, Томск — 5 сентября 2004, Минск) — белорусский советский историк. Доктор исторических наук (1972), профессор (1990). Член Международного общества по изучению XVIII века, а также Совета по истории демографии и исторической географии Академии наук России.

## Биография
Родился в семье белорусских крестьян, которая в Первую мировую войну была эвакуирована в Сибирь из деревни Милькановичи Гродненской губернии (ныне — Слонимский район, Гродненская область, Белоруссия) и весной 1921 года вернулась в Белоруссию.
Принимал участие в Великой Отечественной войне.
В 1952 году окончил исторический факультет Белорусского государственного университета. В 1940—1941 и 1946—1956 годах работал учителем и директором в средних школах.
В 1960 году защитил кандидатскую диссертацию (Институт истории Академии наук Белорусской ССР; «Социально-экономическое развитие и политическая жизнь Могилева во второй половине XVI — первой половине XVII вв.»). В 1972 году защитил докторскую диссертацию (Институт истории Академии наук Белорусской ССР; «Хозяйство крупных феодалов Восточной Белоруссии во второй половине XVII и в XVIII в. (до воссоединения с Россией)»).
В 1956—1991 годах — в Институте истории Академии наук Белорусской ССР. В 1980—1991 годах заведующий отделом истории Белоруссии эпохи феодализма Института истории Академии наук Белорусской ССР. В 1987 году — председатель комиссии Академии наук Белорусской ССР по истории сельского хозяйства и крестьянства Белоруссии.
Умер 5 сентября 2004 года.

## Научная деятельность
Известен как создатель белорусской школы истории феодализма.
Исследовал социально-экономические проблемы белорусского феодального города, вопросы аграрных отношений и социальной борьбы в Белоруссии XVI—XVIII веков, российско-польскую войну 1654—1667 годов.